# سيل (لغة برمجة)
لقد ابتكر دان سوينهارت وبوب سبورل لغة جديدة للتخاطب من خلالها مع جهاز الكمبيوتر تسمي الشراع وكانت تدعي رأس الغول 60 وهي تجسيد رائع للذكاء الاصطناعي ووفرت لهم الإمكانيات منظمة العفو الدولية في معامل جامعة ستانفورد وذلك عام 1970، والميزة ألكبري التي تمتاز بها لغة الشراع هو أن نظام البيانات الخاص بها يعتمد علي رموز مخزنه بشكل مرتب تصاعديا قد يتضاعف ثلاث مرات كنظام قفزة فيلدمان وجيري بول وتشمل تلك اللغة علي سمات عديدة أخرى كتناسق العمليات والأحداث والسياقات وسجل تراجع جمع القمامة مثلاً وإنتاج كتب عالية الجودة ولها وحدات ماكرو ومرفق معها بعض البيانات التي تهدف إلي بناء يشبه الأشجار للبحث وقوائم للجمعيات.
والمثير للاهتمام بهذه اللغة هي عملية ترميز أنظمة البرمجة في لغة الشراع حيث كان ذلك واضحا منذ الإصدارات الأولي في بروتوكول نقل الملفات ونظام تنسيق المستندات وبرنامج جداول البيانات الذي يتفاعل مع النص بشكل مبسط ومنظم في نفس الوقت وفي عام 1978 كان هناك نصف درزينة من أنظمة التشغيل المختلفة التي تستخدم في نظام المشاركة الزمنية الغير متطابق وأنظمة التشغيل الرقمية التي سميت فيما بعد بقمم10 وكانت عائلة الحاسوب الكبير محل قرصنة من معهد ماساتشوستس للتكنولوجيا وجامعة كارينجي ميلون وشركة بولت وبيرانك ونيومان ومنظومة العمل جميعها تستند إلي نظام تينكس (الربط بين الوقت وأنظمة التشغيل).
كما كانت لغة الشراع محل نظر الباحثين بمعهد ماساشوستس للتكنولوجيا حتى يتمكنوا من الاستفادة من برنامج تطويرها بجامعة ستانفورد فكل نافذة لها كانت تتطلب إعادة صيغتها حتى يسهل تطبيقها.
أجهزة الكمبيوتر تعتمد في استخدامها للغة الشراع علي إصدار يسمي مانسال وكان ذلك منذ أواخر 1970 وظل الاحتياج إلي تلك اللغة مطلوب تطبيقه علي برامج مثل برنامج اوتو كاد حتى عام 1980 واللجوء لها كان أساسة سهولة التعامل من خلالها مع أجهزة الكمبيوتر وما زال هناك استخدام محدود لها حتى 2005.

## وصلات خارجية
- Information, documentation, and sample source code for MAINSAIL.
- A SAIL Tutorial from the DECUS PDP-10 library tapes
- Stanford Artificial Intelligence Lab Memo AIM-289/SAILON 57.4: SAIL Manual August 1976

تستند هذة المقالة على مواد من قاموس الحوسبة المجاني على الانترنت، وهو ترخيص تحت رخصة جنو للوثائق الحرة.